# Quần vợt năm 2022
Trang này bao gồm tất cả các sự kiện quan trọng của môn quần vợt trong năm 2022. Bài viết cung cấp kết quả của các giải đấu đáng chú ý trong năm của cả ATP và WTA, Davis Cup, và Fed Cup.

## Grand Slam
| Thể loại | Giải đấu     | Nhà vô địch | Á quân | Tỷ số trong trận chung kết |
| -------- | ------------ | ----------- | ------ | -------------------------- |
| Đơn nam  | Úc Mở rộng   |             |        |                            |
| Đơn nam  | Pháp Mở rộng |             |        |                            |
| Đơn nam  | Wimbledon    |             |        |                            |
| Đơn nam  | Mỹ Mở rộng   |             |        |                            |

| Thể loại | Giải đấu    | Nhà vô địch | Á quân | Tỷ số trong trận chung kết |
| -------- | ----------- | ----------- | ------ | -------------------------- |
| Đơn nữ   | Úc Mở rộng  |             |        |                            |
| Đơn nữ   | French Open |             |        |                            |
| Đơn nữ   | Wimbledon   |             |        |                            |
| Đơn nữ   | Mỹ Mở rộng  |             |        |                            |

| Thể loại | Giải đấu     | Nhà vô địch | Á quân | Tỷ số trong trận chung kết |
| -------- | ------------ | ----------- | ------ | -------------------------- |
| Đôi nam  | Úc Mở rộng   |             |        |                            |
| Đôi nam  | Pháp Mở rộng |             |        |                            |
| Đôi nam  | Wimbledon    |             |        |                            |
| Đôi nam  | Mỹ Mở rộng   |             |        |                            |

| Thể loại | Giải đấu     | Nhà vô địch | Á quân | Tỷ số trong trận chung kết |
| -------- | ------------ | ----------- | ------ | -------------------------- |
| Đôi nữ   | Úc Mở rộng   |             |        |                            |
| Đôi nữ   | Pháp Mở rộng |             |        |                            |
| Đôi nữ   | Wimbledon    |             |        |                            |
| Đôi nữ   | Mỹ Mở rộng   |             |        |                            |

| Thể loại   | Giải đấu     | Nhà vô địch | Á quân | Tỷ số trong trận chung kết |
| ---------- | ------------ | ----------- | ------ | -------------------------- |
| Đôi nam nữ | Úc Mở rộng   |             |        |                            |
| Đôi nam nữ | Pháp Mở rộng |             |        |                            |
| Đôi nam nữ | Wimbledon    |             |        |                            |
| Đôi nam nữ | Mỹ Mở rộng   |             |        |                            |